# I Wanta Sing
I Wanta Sing è un album in studio del cantante statunitense George Jones, pubblicato nel 1977.

## Tracce
1. I Wanta Sing (George Jones, Earl Montgomery, Ernie Rowell)
2. Please Don't Sell Me Anymore Whiskey Tonight (Jody Emerson, Ronal McCown)
3. They've Got Millions in Milwaukee (Larry Chesier, Glenn Sutton)
4. If I Could Put Them All Together (I'd Have You) (Even Stevens)
5. I Love You So Much It Hurts (Floyd Tillman)
6. Rest in Peace (George Richey, Billy Sherrill)
7. Bull Mountain Lad ("Wild" Bill Emerson, Jody Emerson)
8. Old King Kong (Sammy Lyons)
9. You've Got The Best of Me Again (Ernie Rowell, Bob House)
10. It's a 10–33 (Let's Get Jesus on the Line) (Earl Montgomery, Alvin McLendon, Al Stancil)